# Junta Asesora de Toponimia del Principado de Asturias
La Junta Asesora de Toponimia del Principado de Asturias (en asturiano, Xunta Asesora de Toponimia del Principáu d'Asturies) es un órgano colegiado consultivo y asesor de la Administración del Principado de Asturias, para el cumplimiento de las tareas de investigación y normalización de los topónimos asturianos que tenga encomendadas. (Artículo 1 del Decreto 38/2002, del 4 de abril, por el que se regula la Junta)
Surge a partir de la Ley 1/1998, de 23 de marzo, de Usu y Promoción del Bable Asturianu, que expone, en el artículo 16, la necesidad de un órgano consultivo, que le corresponda, entre otras funciones, el dictamen previo a la determinación, por el Consejo de Gobierno, de los topónimos de la Comunidad Autónoma. Se llama "Asesora" con el propósito de resaltar su carácter consultivo.

## Composición
La sede de la Consejería de Cultura y Deporte acogió, el jueves 22 de diciembre de 2011, la constitución de la Junta Asesora de Toponimia del Principado de Asturias, presidida por el director general de Política Lingüística, Alfredo Ignacio Álvarez Menéndez.

## Objetivos y actuaciones
En dicha sesión constituyente se marcó como objetivo de trabajo finalizar la revisión de los topónimos correspondientes a parroquias y núcleos de población de los 78 municipios asturianos. Fruto de la labor desarrollada desde 2004, 49 concejos asturianos ya tienen oficializada su toponimia tradicional, 14 ayuntamientos están en fase de tramitación y restan 15 por iniciar su expediente.
- Datos: Q2888853